# Pherbellia grisescens
Pherbellia grisescens är en tvåvingeart som först beskrevs av Johann Wilhelm Meigen 1830.  Pherbellia grisescens ingår i släktet Pherbellia och familjen kärrflugor. Inga underarter finns listade i Catalogue of Life.